# Renato Borraccetti
Renato Borraccetti (Boscoreale, 1903 – 1977) è stato un regista e sceneggiatore italiano.

## Biografia
Renato Borraccetti, a volte accreditato con gli pseudonimi Ren Bor o Renbor, inizia la sua avventura nel mondo del cinema nel 1951 scrivendo il soggetto e la sceneggiatura del film Serenata tragica - Guapparia, diretto da Giuseppe Guarino. L'anno seguente scrive e dirige il suo primo lungometraggio Femmina senza cuore.
Nel 1966, ha scritto e diretto il lungometraggio La notte dell'addio. Termina la carriera con la regia del film Due occhi per uccidere nel 1968.

## Filmografia

### Regia, sceneggiatura e soggetto
- Femmina senza cuore (1952)
- Cuore di spia (1953)
- Due occhi per uccidere (1968)

### Regia, sceneggiatura e montaggio
- La notte dell'addio (1966)

### Sceneggiatura e soggetto
- Serenata tragica - Guapparia, regia di Giuseppe Guarino (1951)

### Montaggio
- Appuntamento a Dallas, regia di Piero Regnoli (1964)